# Géographie du Togo
Le Togo est un pays d'Afrique de l'Ouest situé entre le Ghana à l'ouest et le Bénin à l'est, avec le Burkina Faso au nord. Il possède une façade maritime sur l'Atlantique, au sud, et s'étend sur environ 370 km du nord au sud, avec une largeur maximale de 56 km. Le pays est divisé en cinq grandes régions administratives : Maritime, Plateaux, Centrale, Kara et Savanes.
Les points extrêmes du Togo se trouvent au nord, près de la frontière avec le Burkina Faso, et au sud, à la côte atlantique. Le relief du pays est varié, avec des montagnes à l'intérieur, notamment la chaîne des monts Togo, qui culminent à environ 1 000 mètres d'altitude. À l'est et au nord, le pays se caractérise par des savanes, tandis que la zone côtière est dominée par des lagunes et des mangroves.
Le Togo connaît un climat tropical au sud et plus sec au nord, ce qui influe sur sa végétation et sa faune. Les forêts et savanes abritent une diversité animale, dont des singes, des oiseaux et des crocodiles, tandis que des zones protégées comme Fazoa et Keran préservent cette biodiversité.

## Géographie physique

### Topographie
Le relief togolais consiste principalement en deux plaines couvertes de savane séparées par la chaîne des monts Togo, ou encore appelée la chaîne de l'Atacora, orientée du nord-est au sud-ouest.
Le Togo est généralement divisé en six régions géographiques. La côte sableuse est bordée de palmiers et autres végétations caractéristiques de ce type d'écosystème et de lagons peu profonds. Les lacs y sont nombreux , le plus grand étant le lac Togo.
Plus au nord, entre 60 et 90 mètres d’altitude, le plateau du Ouatchi s’étend sur une trentaine de kilomètres. On l’appelle parfois Terre de barre en raison de son sol rougeâtre, riche en fer. Au nord-ouest du plateau du Ouatchi se trouve le bassin du Mono.
La chaîne de l'Atacora traversent le pays au sud-ouest en direction du Ghana, où ils prennent le nom d'Akwapim, et du Bénin, où ils se nomment alors Atacora. Le point culminant du Togo est le mont Agou, au sud, à 986 mètres d'altitude.

### Hydrographie

#### Les lacs
Sur le territoire togolais, plusieurs lacs se trouvent principalement le long des cours d'eau majeurs. Le Togo compte quelques grands lacs naturels et artificiels, dont certains sont intimement liés à l'hydrographie locale. Le plus connu est le lac Togo, situé à proximité de la côte atlantique. Il est alimenté par la rivière Zio et communique avec l’océan via la lagune de Togoville. Ce lac joue un rôle important dans l’écosystème et la vie locale, servant à la pêche, au transport et à diverses activités culturelles.
Le lac Togo, d'origine lagunaire, est caractéristique des zones côtières, se formant par la fermeture partielle de la mer par des cordons sableux. Bien que naturel, il a également connu des modifications pour réguler son niveau, notamment en lien avec l’activité économique locale. Outre le lac Togo, on trouve également des lacs artificiels, comme celui de Nangbéto, créé pour la production hydroélectrique. Ces lacs artificiels, situés sur les principaux cours d’eau comme le Mono, témoignent de l’importance des infrastructures dans le développement du pays.

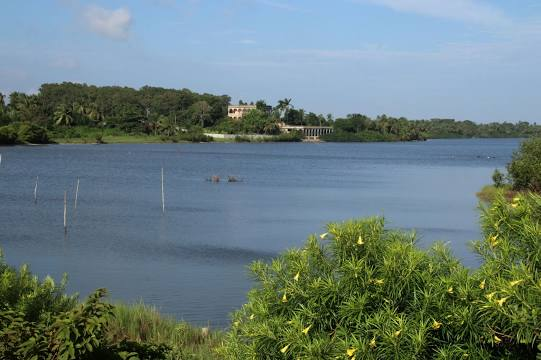
Togoville et son lac.

#### Besoins humains
Au Togo, les besoins en eau pour les populations et les secteurs industriels sont croissants, en particulier en raison de la croissance démographique et des défis liés à l'accès à l'eau potable. En 2022, le taux d'accès à l'eau potable était de 67% au niveau national, avec des disparités notables entre les zones urbaines et rurales. Le gouvernement togolais s'engage à augmenter ce taux à 85% d'ici 2025, grâce à des projets d'infrastructure comme la construction de forages, de stations de pompage et d'usines de traitement. La gestion de l'eau est cruciale pour répondre aux besoins de la population tout en soutenant l'industrialisation et les activités agricoles. Des initiatives comme le : "Programme de Sécurité Hydrique" et le financement de projets d'approvisionnement en eau potable font partie des efforts pour améliorer cette situation, particulièrement dans la région de Lomé et ses périphéries.

### Géologie
La géologie du Togo est marquée par une grande diversité de formations rocheuses qui s'étendent sur tout le pays. Le sol togolais est principalement constitué de roches cristallines datant du Protérogène, notamment des gneiss et des granites, particulièrement présents dans les régions centrales et méridionales du pays. Ces formations remontent à environ 600 millions d'années. En revanche, dans la zone côtière, ces roches sont recouvertes de sédiments du Crétacé et du Cénozoïque.

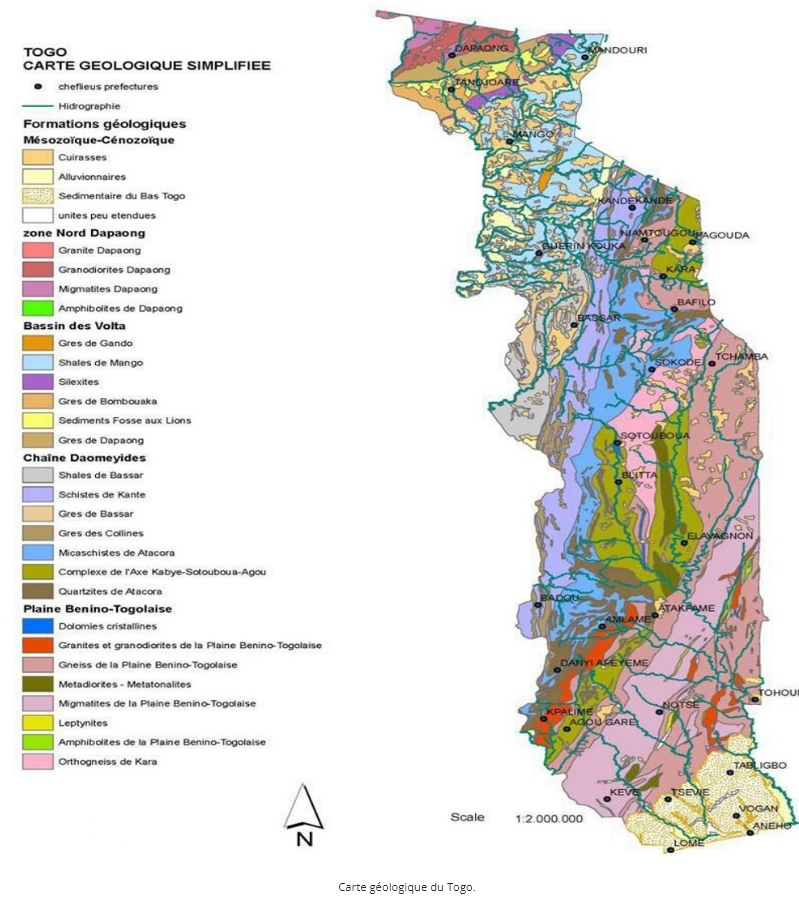
Carte des sols du Togo.

Le Togo est aussi traversé par des formations géologiques plus anciennes et complexes dans sa partie septentrionale, où le socle de roches métamorphiques néoprotérozoïques et des granites paléoprotérozoïques sont courants. Cette zone fait partie du craton d'Afrique de l'Ouest, qui a des structures cristallines datant du Néoarchéen au Paléoprotérozoïque. Ces formations géologiques sont particulièrement présentes au nord de Dapaong, où des migmatites et des amphibolites, notamment, sont observées.
Le Togo possède également des gisements miniers intéressants, notamment des phosphates situés dans le bassin côtier, une ressource majeure pour le pays. Ces phosphates se trouvent dans des formations datant de l’Éocène, et le pays est le sixième producteur africain de ce minerai. Outre les phosphates, le Togo exploite aussi de l'or, des diamants, ainsi que d'autres ressources minérales comme la bauxite, le manganèse, et le zinc.
Le pays est ainsi doté d’un potentiel géologique et minier considérable, même si certaines ressources, comme le fer ou l'uranium, n’ont pas encore été pleinement exploitées.

### Climat
Le Togo bénéficie d’un climat tropical marqué par deux saisons principales : une saison sèche et une saison des pluies. Ce climat est influencé par l’interaction entre les vents de mousson venant du sud et les vents harmattan, secs et poussiéreux, venant du Sahara. La répartition de ces influences varie selon les régions, donnant au pays des caractéristiques climatiques diversifiées du sud côtier au nord sahélien.
Au sud, le climat est plus humide et marqué par deux saisons des pluies, tandis que le nord connaît une seule saison pluvieuse et une longue période sèche dominée par l’harmattan. Ces variations influencent fortement l’agriculture et les activités économiques du pays.

#### Précipitations
La moyenne des précipitations annuelles au Togo varie selon les régions : elle est d’environ 1 200 à 1 600 mm dans le sud et diminue progressivement vers le nord, atteignant environ 800 à 1 200 mm. Laa région côtière, soumise à deux saisons des pluies (mars à juillet et septembre à novembre), elle reçoit les plus fortes précipitations. Le nord du pays, avec une seule saison pluvieuse (juin à septembre), les précipitations y sont plus irrégulières.
Les montagnes, notamment dans la région des Plateaux, jouent un rôle dans la répartition des pluies, certaines zones recevant plus d’eau grâce à l’effet orographique.

#### Normales
Les températures au Togo sont globalement élevées toute l’année, avec une moyenne annuelle entre 25 et 30 °C. Au sud : les températures oscillent entre 24 et 28 °C, avec une humidité plus élevée et au nord : les températures peuvent atteindre 35 à 40 °C en saison sèche, mais descendent parfois jusqu’à 18-20 °C la nuit, notamment sous l’effet de l’harmattan.
L’harmattan, présent de novembre à février, contribue à des températures plus fraîches et un air sec, particulièrement dans les régions septentrionales.

#### Extrêmes
Les températures les plus élevées enregistrées au Togo dépassent les 42 °C, notamment dans les régions septentrionales comme Dapaong. À l’inverse, des températures minimales proches de 15 °C ont été relevées pendant les nuits d’harmattan au nord.
En termes de précipitations, certaines zones côtières ont reçu jusqu’à 300 mm de pluie en 24 heures, provoquant des inondations périodiques. Les vents forts et les tempêtes accompagnant les orages en saison pluvieuse peuvent causer des dégâts matériels, particulièrement dans les zones rurales.

#### Évolution du climat
Le Togo n’échappe pas aux effets du changement climatique mondial. Au niveau du réchauffement : les températures moyennes augmentent progressivement, ce qui accentue la sécheresse dans le nord du pays. Il y a également les précipitations irrégulières : la saison des pluies tend à devenir moins prévisible, perturbant l’agriculture. Enfin, la montée des eaux : Les zones côtières, notamment autour de Lomé, subissent une érosion accrue due à la montée du niveau de la mer.

### Biodiversité

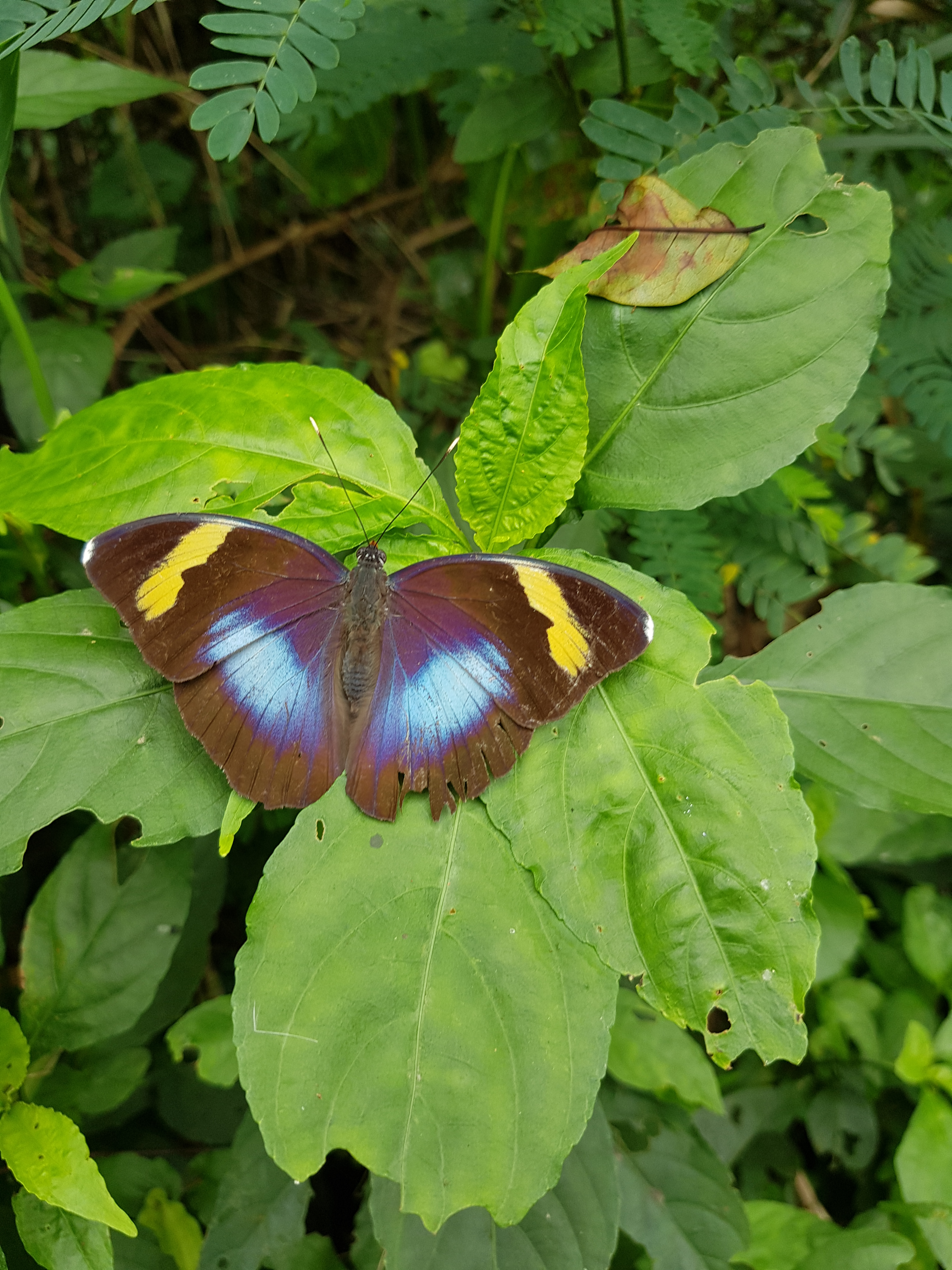
Un papillon perché sur une feuille au Togo. Septembre 2022.

Le Togo est riche en biodiversité grâce à une variété de climats, de paysages et d’écosystèmes. Du littoral atlantique à la savane au nord, en passant par les forêts tropicales et les collines, cette diversité géographique favorise le développement de nombreuses espèces animales et végétales. Selon les estimations, le pays abrite plusieurs milliers d’espèces animales, de plantes et de micro-organismes, dont certaines sont endémiques à la région. Cette richesse biologique fait du Togo un acteur important dans la conservation de la diversité mondiale.

#### Conservation de la biodiversité
Le Togo a ratifié la Convention sur la diversité biologique (CDB) le 4 juin 1995. Dans ce cadre, plusieurs stratégies ont été mises en place pour protéger les écosystèmes et les espèces menacées. Parmi elles, la création de parcs nationaux tels que le parc national de la Kéran et le parc national de Fazao-Malfakassa, qui jouent un rôle essentiel dans la préservation de la faune et de la flore. Ces réserves permettent non seulement de sauvegarder des habitats naturels, mais aussi de sensibiliser les populations locales à l’importance de la conservation.

#### Espèces animales
Le Togo est le foyer de nombreuses espèces animales, dont certaines sont menacées d’extinction. On y trouve notamment des éléphants, des antilopes, des primates comme le singe mona (Cercopithecus mona) et des oiseaux migrateurs. Selon des rapports environnementaux, plusieurs espèces de mammifères, reptiles et amphibiens sont en danger à cause de la déforestation et du braconnage. Par ailleurs, le golfe de Guinée, au sud, est une zone riche en biodiversité marine, avec des tortues de mer, des poissons tropicaux et des cétacés.
Malgré les efforts de conservation, la biodiversité animale au Togo fait face à de nombreux défis. Les menaces incluent la perte d’habitat, la chasse illégale et les changements climatiques. Certaines espèces, comme le lamantin africain (Trichechus senegalensis), sont particulièrement vulnérables.

#### Plantes et forêts
Le Togo abrite également une grande diversité de plantes, allant des mangroves des zones côtières aux forêts denses dans le centre du pays. Parmi les espèces végétales emblématiques figurent les baobabs, les iroko et les karités, qui jouent un rôle crucial dans les écosystèmes locaux. Cependant, la déforestation liée à l’agriculture, à l’exploitation forestière et à la production de charbon de bois met en péril ces forêts.
Des initiatives nationales et internationales ont été entreprises pour promouvoir la reforestation et l’agroforesterie. Des programmes de sensibilisation visent à encourager des pratiques agricoles durables et à limiter l’utilisation excessive des ressources naturelles.

#### Plantes et animaux envahissants
Comme beaucoup de pays, le Togo est confronté à la prolifération d’espèces invasives qui menacent les écosystèmes indigènes. Parmi elles, on trouve certaines espèces de plantes comme la jacinthe d’eau, qui obstrue les voies navigables, et des espèces animales comme le poisson-chat introduit, qui perturbe les équilibres écologiques locaux.

### Dangers naturels
Les dangers naturels au Togo sont principalement d'origine hydrologique, géologique et climatique. En raison de la diversité géographique du pays, qui va du littoral atlantique aux montagnes de la région centrale, plusieurs phénomènes peuvent se produire. Les pluies abondantes entraînent des inondations, notamment dans les zones proches des rivières et des lagunes. Ces crues peuvent causer des dégâts importants aux infrastructures et perturber la vie quotidienne des populations locales. Le Togo connaît également des risques de glissements de terrain, particulièrement dans les régions montagneuses du pays où l'érosion est exacerbée par les fortes pluies.
Le pays est également exposé à des phénomènes liés aux changements climatiques, comme des sécheresses prolongées, qui affectent l'agriculture et les ressources en eau. Par ailleurs, bien que le Togo ne soit pas situé dans une zone à forte activité sismique, il connaît parfois de faibles secousses, comme celles enregistrées dans les régions frontalières avec le Ghana et le Bénin. Le braconnage et la déforestation, exacerbés par la pression humaine, augmentent la vulnérabilité des populations et des écosystèmes face à ces dangers naturels. Des initiatives de gestion des risques sont mises en place, mais les défis restent importants pour prévenir les pertes humaines et matérielles liées à ces phénomènes.

## Géographie humaine

### Découpage administratif
Le découpage administratif du Togo est structuré autour de divisions qui facilitent la gestion du territoire. Le pays est divisé en cinq régions principales : Maritime, Plateaux, Centrale, Kara et Savanes. Ces régions sont subdivisées en 39 préfectures, qui correspondent à des divisions administratives de niveau intermédiaire. Chaque préfecture est à son tour subdivisée en cantons, qui sont les unités administratives de base. Ces cantons regroupent des villages et des communautés locales.
Le Togo a adopté ce système de découpage pour faciliter l'administration et la gouvernance locale, permettant aux autorités de gérer les ressources et de mettre en œuvre les politiques publiques de manière plus efficace. Ce système administratif permet également d'organiser les élections et d'assurer le contrôle des différents services publics, comme l'éducation et la santé. Par exemple, la région du Grand Lomé, qui englobe la capitale, est un pôle administratif et économique important, bien qu'elle soit composée de plusieurs arrondissements.
| Régions             | Préfectures                  | Chef-lieu      | Population préféctorale (2022) | Superficie préfectorale (km²) | Population régionale (2022) | Superficie régionale (km²) |
| ------------------- | ---------------------------- | -------------- | ------------------------------ | ----------------------------- | --------------------------- | -------------------------- |
| Région maritime     | Préfecture d'Avé             | Kévé           | 111 214                        | 1 006                         | 3 534 991                   | 6 280                      |
| Région maritime     | Préfecture du Golfe          | Lomé           | 1 315 681                      | 214,8                         | 3 534 991                   | 6 280                      |
| Région maritime     | Préfecture des Lacs          | Aného          | 241 247                        | 387,6                         | 3 534 991                   | 6 280                      |
| Région maritime     | Préfecture de Vo             | Vogan          | 224 411                        | 755,4                         | 3 534 991                   | 6 280                      |
| Région maritime     | Préfecture de Yoto           | Tabligbo       | 174 861                        | 1 258                         | 3 534 991                   | 6 280                      |
| Région maritime     | Préfecture du Zio            | Tsévié         | 500 032                        | 2 164                         | 3 534 991                   | 6 280                      |
| Région maritime     | Préfecture de Bas-Mono       | Afagnan        | 94 860                         | 327,3                         | 3 534 991                   | 6 280                      |
| Région maritime     | Préfecture d'Agoè-Nyivé      | Agoè-Nyivé     | 882 695                        | 167,1                         | 3 534 991                   | 6 280                      |
| Région des Plateaux | Préfecture d'Agou            | Agou-Gadjepe   | 85 793                         | 1 085                         | 1 635 946                   | 17 206                     |
| Région des Plateaux | Préfecture d'Akébou          | Kougnohou      | 73 830                         | 1 130                         | 1 635 946                   | 17 206                     |
| Région des Plateaux | Préfecture d'Amou            | Amlamé         | 114 172                        | 1 808                         | 1 635 946                   | 17 206                     |
| Région des Plateaux | Préfecture d'Anié            | Anié           | 180 158                        | 1 967                         | 1 635 946                   | 17 206                     |
| Région des Plateaux | Préfecture de Danyi          | Danyi-Apéyémé  | 40 240                         | 396,3                         | 1 635 946                   | 17 206                     |
| Région des Plateaux | Préfecture d'Est-Mono        | Elavagnon      | 164 460                        | 2 599                         | 1 635 946                   | 17 206                     |
| Région des Plateaux | Préfecture de Haho           | Notsé          | 305 096                        | 3 051                         | 1 635 946                   | 17 206                     |
| Région des Plateaux | Préfecture du Kloto          | Kpalimé        | 145 986                        | 508                           | 1 635 946                   | 17 206                     |
| Région des Plateaux | Préfecture du Moyen-Mono     | Tohoun         | 90 505                         | 594,7                         | 1 635 946                   | 17 206                     |
| Région des Plateaux | Préfecture d'Ogou            | Atakpamé       | 253 467                        | 1 928                         | 1 635 946                   | 17 206                     |
| Région des Plateaux | Préfecture de Wawa           | Badou          | 101 300                        | 1 209                         | 1 635 946                   | 17 206                     |
| Région des Plateaux | Préfecture de Kpélé          | Adéta          | 80 939                         | 930,3                         | 1 635 946                   | 17 206                     |
| Région centrale     | Préfecture de Blitta         | Blitta         | 163 272                        | 3 128                         | 795 529                     | 13 101                     |
| Région centrale     | Préfecture de Mô             | Djarkpanga     | 52 448                         | 1 256                         | 795 529                     | 13 101                     |
| Région centrale     | Préfecture de Sotouboua      | Sotouboua      | 138 864                        | 3 154                         | 795 529                     | 13 101                     |
| Région centrale     | Préfecture de Tchamba        | Tchamba        | 200 585                        | 3 168                         | 795 529                     | 13 101                     |
| Région centrale     | Préfecture de Tchaoudjo      | Sokodé         | 240 360                        | 2 396                         | 795 529                     | 13 101                     |
| Région de la Kara   | Préfecture de Kozah          | Kara           | 283 738                        | 1 804                         | 985 512                     | 11 588                     |
| Région de la Kara   | Préfecture d'Assoli          | Bafilo         | 66 394                         | 930,4                         | 985 512                     | 11 588                     |
| Région de la Kara   | Préfecture de Bassar         | Bassar         | 152 065                        | 3 425                         | 985 512                     | 11 588                     |
| Région de la Kara   | Préfecture de la Binah       | Pagouda        | 84 199                         | 534,7                         | 985 512                     | 11 588                     |
| Région de la Kara   | Préfecture de la Dankpen     | Guérin-Kouka   | 185 662                        | 2 497                         | 985 512                     | 11 588                     |
| Région de la Kara   | Préfecture de Doufelgou      | Niamtougou     | 84 767                         | 1 151                         | 985 512                     | 11 588                     |
| Région de la Kara   | Préfecture de Kéran          | Kandé          | 128 687                        | 1 967                         | 985 512                     | 11 588                     |
| Région des savanes  | Préfecture de Cinkassé       | Cinkassé       | 128 959                        | 281,8                         | 1 143 520                   | 8 496                      |
| Région des savanes  | Préfecture de Kpendjal       | Mandouri       | 88 365                         | 1 385                         | 1 143 520                   | 8 496                      |
| Région des savanes  | Préfecture de Kpendjal-Ouest | Naki-Est       | 123 330                        | 773,5                         | 1 143 520                   | 8 496                      |
| Région des savanes  | Préfecture de l'Oti          | Sansanné-Mango | 124 848                        | 1 524                         | 1 143 520                   | 8 496                      |
| Région des savanes  | Préfecture de l'Oti-Sud      | Gando          | 150 376                        | 2 376                         | 1 143 520                   | 8 496                      |
| Région des savanes  | Préfecture de Tandjouaré     | Tandjouaré     | 117 969                        | 946,1                         | 1 143 520                   | 8 496                      |
| Région des savanes  | Préfecture de Tône           | Dapaong        | 388 775                        | 1 210                         | 1 143 520                   | 8 496                      |

### Utilisation du sol

#### Surfaces d'habitat et d'infrastructure
Au Togo, l'urbanisation est principalement concentrée dans la région maritime, où se trouve la capitale Lomé. Les zones urbaines et les infrastructures sont en forte expansion, surtout autour des grandes villes et le long des principales routes. Environ 2,8 % de la surface du pays est occupée par des zones urbaines, et cette proportion ne cesse d'augmenter avec la croissance démographique et les besoins en infrastructures de transport et d'habitat. L'urbanisation grignote progressivement les terres agricoles et les espaces naturels, entraînant des défis pour la gestion durable du territoire.

#### Surfaces agricoles
L'agriculture reste une activité prédominante au Togo, couvrant environ 60 % du territoire. Les terres agricoles comprennent principalement des cultures vivrières comme le maïs, le manioc et le riz, ainsi que des cultures commerciales telles que le coton et le cacao. Cependant, les surfaces agricoles sont soumises à une pression croissante en raison de l'urbanisation et de la déforestation. Le pays fait face à un défi de durabilité avec des pratiques agricoles souvent peu respectueuses de l'environnement, menant à une dégradation des sols. Le gouvernement et plusieurs organisations internationales soutiennent des initiatives pour encourager l'agriculture durable et la gestion des ressources en eau.

#### Surfaces boisées
Les forêts couvrent environ 24 % du territoire togolais, principalement dans les régions montagneuses et les zones protégées. Ces surfaces boisées jouent un rôle important dans la préservation de la biodiversité et la régulation du climat local. Le Togo a mis en place plusieurs programmes de reforestation et de conservation pour lutter contre la déforestation rapide, qui résulte principalement de l'exploitation du bois et de la coupe pour le charbon de bois.

#### Surfaces improductives
Les surfaces improductives, comprenant principalement les zones rocheuses, les marécages et certaines zones montagneuses, représentent une petite partie du territoire, environ 10 % du pays. Ces espaces, bien qu'apparemment inutiles pour l'agriculture ou l'habitat, jouent un rôle crucial pour la biodiversité et les écosystèmes locaux. De plus, certains de ces espaces sont utilisés pour des activités récréatives et le tourisme, ce qui contribue à l'économie nationale.
Pour plus de détails sur l'utilisation des sols au Togo, vous pouvez consulter des études et des rapports spécifiques sur le développement territorial du pays.

### Géographie économique du Togo
L'économie du Togo repose principalement sur trois secteurs : le primaire, le secondaire et le tertiaire. Le secteur primaire, notamment l'agriculture, reste dominant et emploie une grande partie de la population, bien que le pays soit en transition vers des activités secondaires et tertiaires. L'industrie manufacturière et les services, bien qu'encore minoritaires, connaissent une croissance progressive. Le taux de chômage est relativement faible, mais des disparités existent entre les zones rurales et urbaines, notamment à Lomé, la capitale, où se concentrent la majorité des activités économiques.
Le Togo est un pays qui cherche à diversifier son économie, notamment en développant ses infrastructures et en améliorant sa connectivité internationale. Cependant, la majorité des emplois restent encore liés à l'agriculture, notamment la culture du coton, du cacao et des produits vivriers.

#### Transport
Le transport joue un rôle clé dans la géographie économique du Togo. Le pays dispose d'un réseau routier en développement, bien que les infrastructures restent parfois insuffisantes pour soutenir une croissance rapide. Le port autonome de Lomé, situé sur le golfe de Guinée, est l'un des plus grands ports de l'Afrique de l'Ouest, servant de plateforme de transit pour plusieurs pays voisins. Il constitue une partie essentielle des échanges commerciaux du Togo.
Le réseau ferroviaire, bien qu'existant, est limité. Le pays dispose également d'un aéroport international à Lomé, facilitant le transport aérien pour les voyageurs et les marchandises. Le transport terrestre est en grande partie assuré par un réseau de routes et de pistes reliant les grandes villes du pays, mais des investissements dans les infrastructures restent nécessaires pour soutenir une croissance économique soutenue.

## Zones classées
Le Togo dispose de diverses zones classées, dont des parcs nationaux et des sites inscrits au patrimoine mondial de l'UNESCO. Ces zones jouent un rôle crucial dans la conservation de la biodiversité et le développement durable du pays.

### Parcs nationaux Togolais
Le Togo abrite plusieurs parcs nationaux, qui sont des zones protégées destinées à la préservation de la faune, de la flore et des écosystèmes naturels. Parmi les plus célèbres, on trouve le Parc national de la Kéran, situé au nord du pays, qui est un sanctuaire pour les éléphants, les buffles, les singes et de nombreuses espèces d'oiseaux. Ce parc est particulièrement important en raison de sa biodiversité exceptionnelle et de ses paysages variés, allant des savanes aux forêts tropicales.
Un autre parc notable est le Parc national du W, qui fait partie du complexe transfrontalier du parc du W, partagé avec le Bénin et le Burkina Faso. Ce parc est inscrit sur la liste des réserves de biosphère de l'UNESCO. Il abrite des espèces menacées comme le lion, le léopard et plusieurs espèces de gazelles.

### Patrimoine mondial de l'UNESCO au Togo
Le Togo a plusieurs sites inscrits au patrimoine mondial de l'UNESCO, bien que le pays n'en ait qu'un seul actuellement dans la catégorie des sites naturels. Le site de Koutammakou, inscrit en 2004, est un paysage culturel exceptionnel situé dans la région des Tchokossi. Il est célèbre pour ses habitants traditionnels, les Batammariba, et pour leurs maisons en terre appelées "Tata" qui illustrent une manière de vivre en harmonie avec la nature.
En termes de patrimoine culturel, le Temple de l’Ange Gabriel à Lomé est un site notable, bien qu’il n’ait pas encore été inscrit au patrimoine mondial de l’UNESCO. Des efforts sont en cours pour faire inscrire d'autres sites culturels et naturels du Togo, afin de renforcer la protection et la reconnaissance internationale de ces trésors nationaux.

## Développement de la géographie dans le pays
La géographie au Togo a connu un développement marqué par l'évolution des outils cartographiques, des premières représentations du territoire aux cartes actuelles, ainsi que par la création d'offices fédéraux responsables de l'étude et de la gestion des données géographiques.

### Cartographie
La cartographie togolaise, bien que relativement récente par rapport à d'autres régions, a connu un important essor au cours du XXe siècle. Les premières cartes du Togo ont été réalisées pendant la période coloniale, lorsque des explorateurs et des géographes européens ont commencé à tracer les frontières et à représenter les principales caractéristiques géographiques du pays. Ces cartes étaient souvent rudimentaires et se concentraient sur la délimitation des frontières avec les pays voisins.

#### Premières Représentations
Les premières représentations géographiques du Togo remontent à la période de la colonisation allemande au début du XXe siècle.

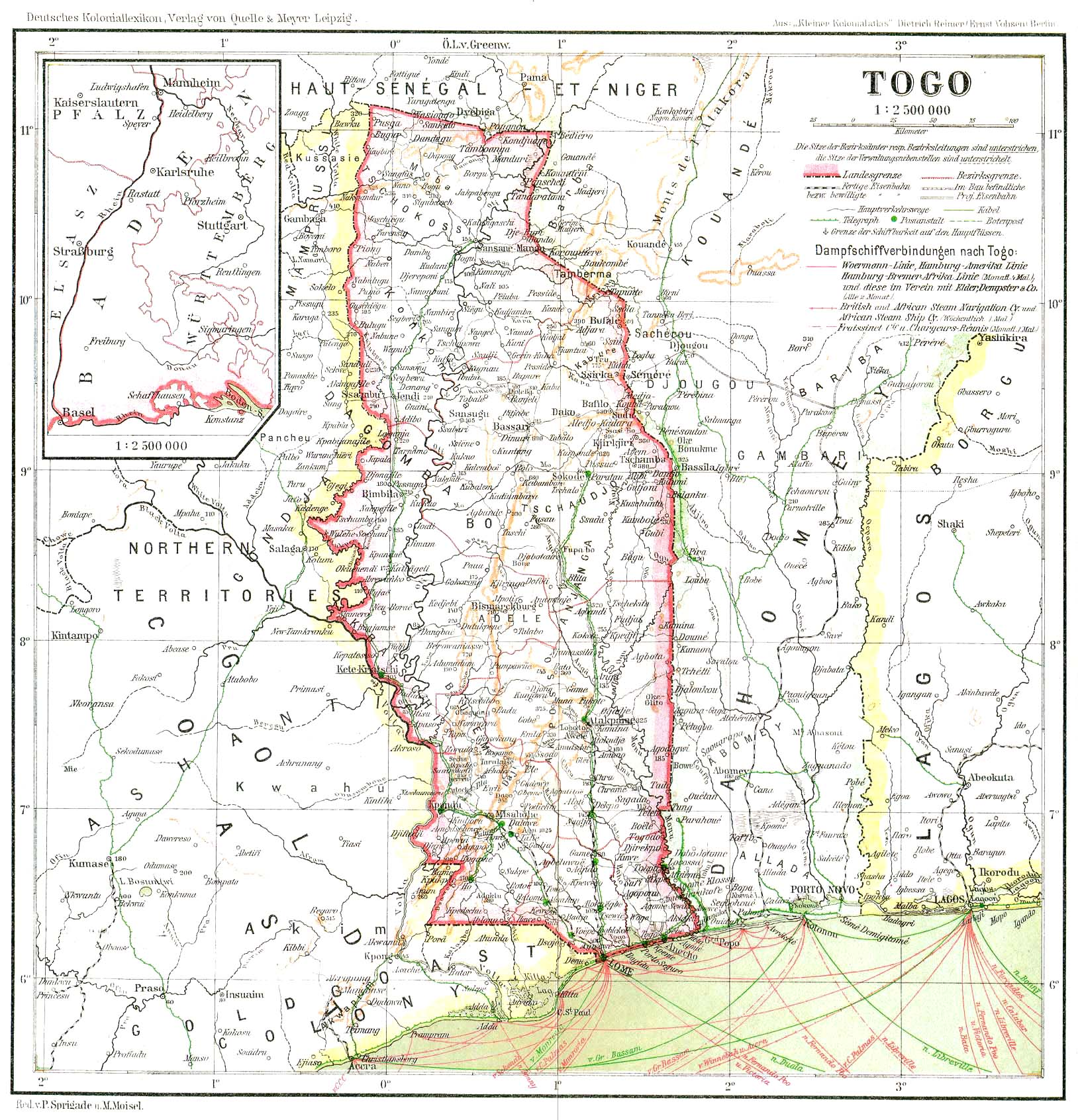
Le Togoland allemand en 1915

Celles-ci se basaient principalement sur des relevés topographiques effectués par les autorités coloniales. Ces cartes mettaient en évidence les routes, les villes principales, les frontières administratives et les grandes zones de culture. Les premières cartes de la région, comme celles de l'Empire colonial allemand, ont été cruciales pour l'urbanisation et le développement des infrastructures dans les villes comme Lomé, la capitale.

#### Cartes Officielles
Après l'indépendance du Togo en 1960, le pays a entrepris la modernisation de ses outils cartographiques pour mieux gérer ses ressources et son territoire. Le gouvernement togolais, par l'intermédiaire de diverses agences, a commencé à créer des cartes officielles pour mieux planifier le développement national. Ces cartes ont inclus des représentations détaillées des infrastructures, des zones agricoles et des plans d'aménagement du territoire.

### Offices Fédéraux
Au Togo, des offices et institutions gouvernementales jouent un rôle central dans la collecte, l'analyse et la diffusion des données géographiques. Le ministère de l'Environnement et des Ressources Forestières est l'une des principales institutions impliquées dans la gestion de l'information géographique et de la cartographie. De plus, des institutions internationales, telles que la Banque mondiale et l'UNESCO, soutiennent également la cartographie et la gestion des données géospatiales au Togo pour promouvoir un développement durable.